# ISO 3166-2:AN
ISO 3166-2:AN era el subconjunt per a les Antilles Neerlandeses de l'estàndard ISO 3166-2, publicat per l'Organització Internacional per Estandardització (ISO) que defineix els codis de les principals subdivisions administratives.
Les Antilles Neerlandeses van ser oficialment assignades amb el codi ANde l'estàndard ISO 3166-1 alfa-2. El 2010 es va dissoldre en cinc diferents territoris i l'entrada ha estat eliminada de l'ISO 3166-1 com a resultat. Curaçao i Sint Maarten, van esdevenir "països" en el Regne dels Països Baixos, i se'ls hi va assignar els codis CWi SXrespectivament. Bonaire, Sint Eustatius i Saba (Illes BES), els quals van esdevenir "municipis especials" dels Països Baixos, se'ls hi va assignar el codi BQde forma col·lectiva.
Cap codi ISO 3166-2 va ser definit per a les Antilles Neerlandeses.